# Amado Granell
Pour les articles homonymes, voir Granell.

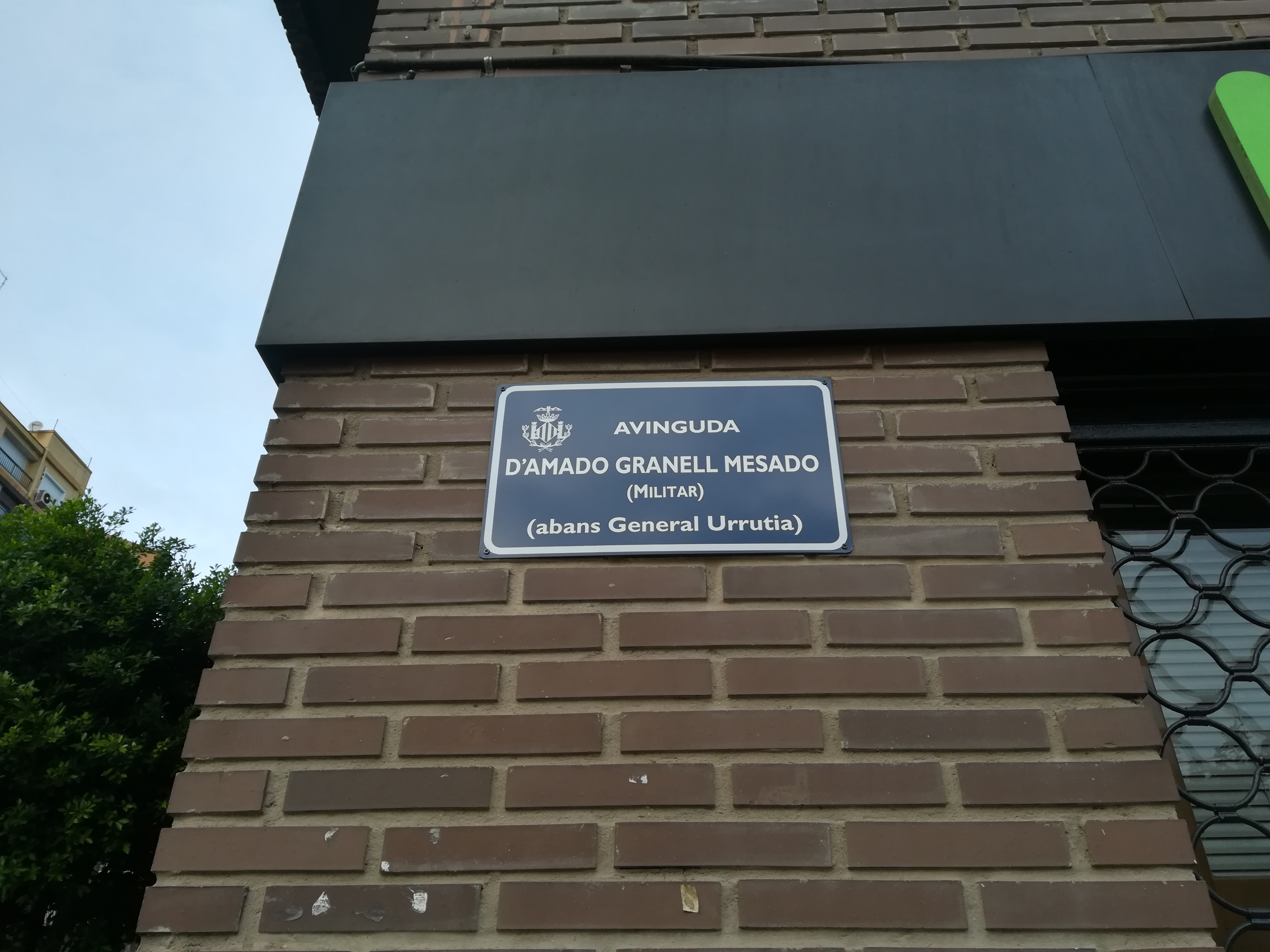
Depuis 2017, une avenue de Valence (Espagne) porte le nom d'Amado Granell.

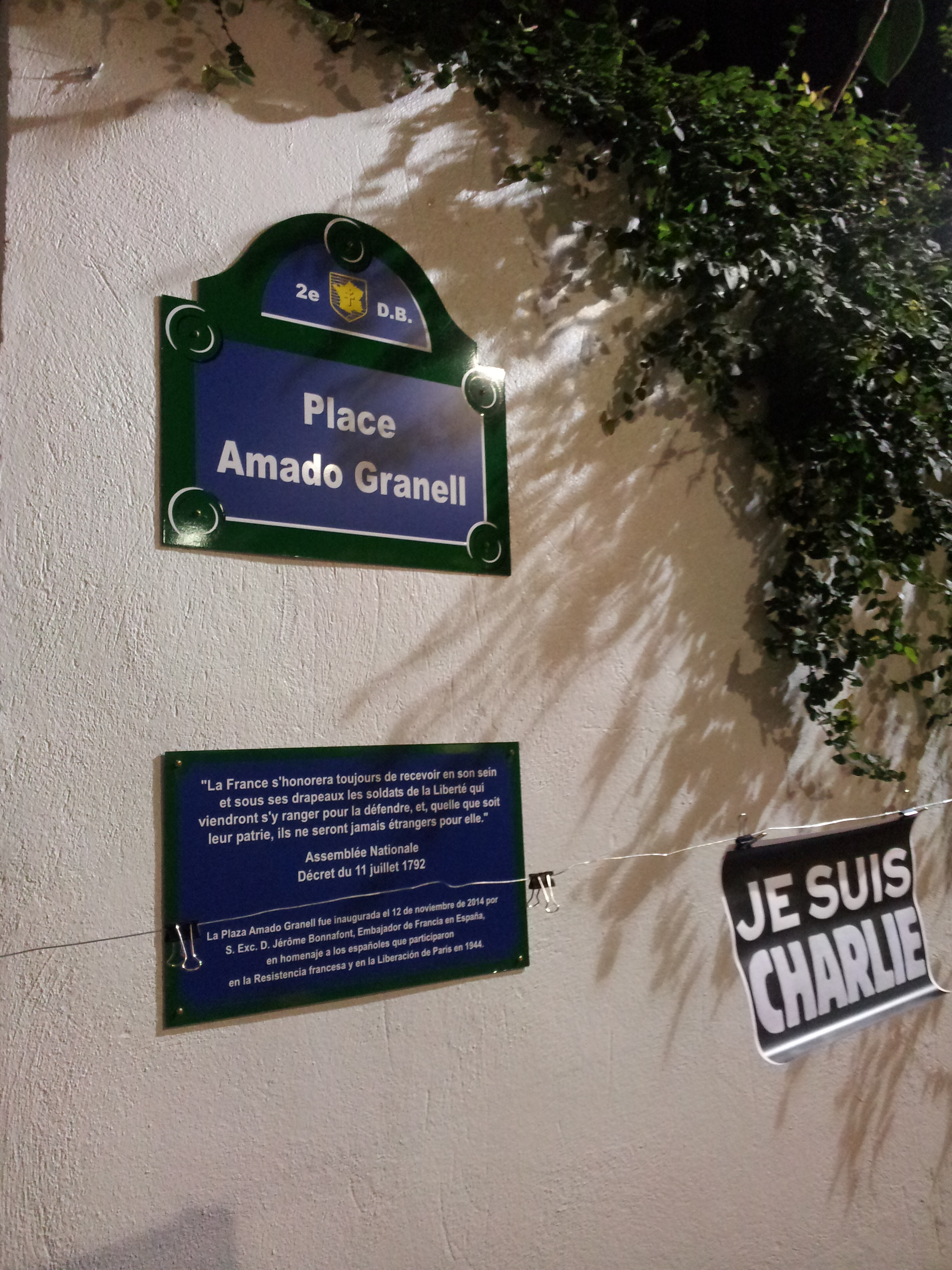

Amado Granell Mesado (né le 5 novembre 1898 à Borriana et mort le 12 mai 1972 à Sueca) est un homme politique espagnol et un héros de la France libre.
Il est le premier officier allié à entrer dans l'hôtel de ville de Paris lors de la Libération de la ville.

## Biographie
Originaire de la ville de Borriana, dans la province de Castellón, Amado Granell connaît son baptême du feu comme légionnaire au sein du Tercio espagnol, en 1921 durant la guerre du Rif au Maroc.
De retour du front, il devient électricien avant d'ouvrir dans la ville d'Orihuela un magasin de motocyclettes. Parallèlement, l'ancien légionnaire s'engage en politique au sein de la Gauche Républicaine de Manuel Azaña en devenant conseiller municipal lors de l'élection du Front populaire en 1936. Syndicaliste à l'Union générale des travailleurs, Amado Granell est l'un des meneurs du soulèvement révolutionnaire communiste organisé contre la Seconde république à Alicante en 1934.
Lorsqu’éclate la Guerre civile, il combat comme officier dans une unité motorisée de l'Armée républicaine. Il participe tour à tour à la bataille de Madrid, à Teruel, à Castellón. En 1938, il est désigné pour diriger la 49e division[réf. souhaitée].
Passager no 1928 du dernier bateau quittant l'Espagne, le Stanbrook, il se réfugie à Oran après la défaite en 1939, il connaît dans un premier temps les camps avant d'essayer de survivre dans l'Algérie vichyste. Lors du déclenchement du débarquement anglo-américain, l'opération Torch, il sert de guide aux troupes américaines.
Il se réengage sous les ordres de l'ancien brigadiste Joseph Putz, dans les Corps francs d'Afrique en 1942. Il s'illustre durant la campagne de Tunisie lors de la bataille de Kasserine avant de participer héroïquement à la libération de Bizerte. Il est décoré à ce titre de la Croix de guerre avec palmes. Il décide de rejoindre les troupes du général Leclerc et, désormais officier de la France libre, il devient l'officier espagnol de « la Nueve ».

### Le «Premier» libérateur de Paris
Lors de la Libération de Paris, le lieutenant Granell est le premier soldat à être reçu à l'Hôtel de ville de Paris par Georges Bidault, le président du Conseil national de la Résistance,,. Dans la première page du journal "Libération" du 25 août 1944, apparaît Amado Granell à droite photographié avec le préfet de police de Paris. Amado Granell est décrit, à tort, dans le journal comme un soldat américain. De même une erreur figure dans le titre puisqu'il est indiqué que c'est un homme du capitaine Bronne. En réalité il s'agit de l'unité du capitaine Raymond Dronne, dont Amado Granell était le bras droit.
Lors du grand défilé de la victoire le 26 août, où le général de Gaulle descend, accompagné des dirigeants de la Résistance, les Champs-Élysées, c'est encore Granell qui assure la sécurité du cortège.
Il s'illustre par la suite durant les campagnes des Vosges et d'Alsace avant d'être démobilisé en 1945.

### Émissaire secret des exilés auprès de l'héritier au trône
Refusant la naturalisation, il rejette également le poste de ministre de la Défense proposé par l'ancien ministre Miguel Maura qui désirait reconstituer un gouvernement républicain provisoire. Amado Granell se rapproche de l'ancien premier ministre socialiste Francisco Largo Caballero tout juste rentré de déportation. Soutenu par les Britanniques, Granell devient l'émissaire secret des exilés espagnols auprès de Don Juan de Borbón, l'héritier au trône espagnol.
Auréolé de ses états de service dans l'armée française, il prend une place de plus en plus centrale chez les émigrés. Il fonde la Casa Regional Valenciana de Paris en 1947 avec des exportateurs d'oranges dans le 11e arrondissement.
Pendant deux ans, il parcourt l'Europe afin de rapprocher républicains et monarchistes pour renverser Franco. À la suite de l'échec des négociations, l'ancien officier de Leclerc revient clandestinement en Espagne où il meurt d'un accident de voiture encore non élucidé.
Il meurt sans avoir eu le temps de terminer l'écriture de ses mémoires, « La Guerre faite par un civil ».

## Reconnaissance
- Le général Leclerc le décora en 1947 de la Légion d'honneur avec ces mots : « S'il est vrai que Napoléon a créé la Légion d'honneur pour récompenser les braves, personne ne la mérite plus que vous »[1].
- Dans son ouvrage concernant la Deuxième Division Blindée, l'écrivain Erwan Bergot surnomme l'officier espagnol « le plus ardents des Cosaques ».
- Depuis 2017, une avenue de Valence porte le nom d'Amado Granell.

## Distinctions
- Chevalier de la Légion d'honneur (décret de 1947) ;
- Croix de guerre 1939–1945 (5 citations - 2 palmes) ;
- Médaille commémorative des services volontaires dans la France libre ;
- Étoile de vermeil et d'argent ;
- Presidential Unit Citation.